# 龙王渠站
龙王渠站是一个大准线上的铁路车站，位于中华人民共和国内蒙古自治区鄂尔多斯市准格尔旗龙王渠煤矿，建于1993年，目前为四等站，邮政编码为017124。目前客运：办理旅客乘降；行李、包裹托运；货运：办理整车货物发到。

## 临近车站
1. ↑  铁道部电子计算技术中心, 铁道部运输局. . 北京: 中国铁道出版社. 1998: 14. ISBN 9787113030995.